# 宇垣纏
宇垣 纒（うがき まとめ、1890年（明治23年）2月15日 - 1945年（昭和20年）8月15日）は、日本の海軍軍人。海兵40期・海大22期。最終階級は海軍中将。陣中日記『戦藻録』が有名。また終戦後に「特攻」を実施したことでも知られている。

## 生涯
1890年（明治23年）2月15日、岡山県赤磐郡潟瀬村（現・岡山市東区瀬戸町肩脊）の農家で教師の父・善蔵のもとに生まれる。宇垣一成陸軍大将、宇垣完爾海軍中将は近郷同族だが、縁戚関係はない。岡山中学校を経て、海軍兵学校および陸軍士官学校（第24期）を受験し、双方に合格している。ちなみに陸士の合格成績は12番だった。1909年（明治42年）9月11日、海軍兵学校40期に成績順位150名中第9位で入校。同期に大西瀧治郎、山口多聞、多田武雄ら。1912年（明治44年）7月17日、海軍兵学校を成績順位144名中第9位で卒業し、少尉候補生となる。
1918年（大正7年）12月、海軍大尉に進級。1919年（大正8年）12月、海軍砲術学校高等科学生を次席で修了。1922年（大正11年）12月、海軍大学校甲種学生を拝命。1924年（大正13年）11月、海軍大学校甲種学生22期を卒業し、12月1日に海軍少佐に進級。1932年（昭和7年）11月15日、海大教官（兼陸軍大学校教官）となる。この頃、速力の落ちていた金剛型戦艦の高速化を周囲に主張し、その改装に関与した。1937年（昭和12年）12月1日、戦艦「日向」艦長に補される。造船士官・堀元美によれば、宇垣は夜の巡検後に浴衣姿で士官室に現れて士官達と歓談し、乗艦していた技術士官達と今後の軍艦のアイデアや、新型の巡洋戦艦の試案などを語り合ったという。
大艦巨砲論者で、航空機中心の海軍近代化には抵抗を示している。本人の書いた『戦藻録』を読むと撤退戦等の苦境でも冷静な部隊運用を行うのは得手であるようだが、部下がアイデアを出してくれないと嘆く等、彼自身も創造性豊かな智謀が湧いて出るといったタイプではないようであった。
1938年（昭和13年）11月15日、海軍少将に進級すると同時に、軍令部出仕となり、12月15日、軍令部第一部長に補される。宇垣は作戦課長・中澤佑大佐と共に、日独伊三国同盟締結は米国を挑発し、日米戦争の危機を招き最悪の事態に陥ると、一貫して反対の立場をとった。
1939年（昭和14年）、軍令部第一部長として、特別演習（紀淡海峡の防備、潜水艦監視攻撃等）を主宰。参加した今里義光大佐（軍令部部員、防備、海上護衛担当）によれば、宇垣は研究会の最後に「日本海軍が防備、潜水艦の分野について立ち遅れているのは不幸であり、敵をやっつける前にこちらがやられる恐れがある。その向上のためにあらゆる方面において研究努力の必要がある」と所見を述べたという。
1940年（昭和15年）夏以降、親独ムードの盛り上がりから、海軍がこれ以上反対することはもはや国内の政治事情が許さぬ（海軍次官・豊田貞次郎中将の弁）と海軍首脳部が総じて同盟締結に賛意を示したこともあり、最終的に宇垣も参戦の自主性維持（自動参戦の禁止）を条件として同盟締結に賛成した。三代一就（当時軍令部作戦課航空主務部員）は、9月15日、海軍大臣・及川古志郎、次官・豊田貞次郎、軍令部次長・近藤信竹等が出席した会議で宇垣は軍令部を代表し単独で三国同盟に反対するも、陸軍との決裂を恐れる他の出席者達に押し切られてしまったと回想している。
その後、宇垣は対米戦準備を積極的に主張、推進するようになった。
1941年（昭和16年）4月10日、最新鋭の利根型重巡洋艦2隻（利根、筑摩）によって編成された第八戦隊司令官を拝命。わずか3か月間の勤務であったが、宇垣によれば「餘が最も眞劍に且最も愉快に指揮統率せし戦隊」であり、2隻が真珠湾攻撃から帰還した際には「よくぞ偉勲を奏して目出度帰着せる子供の凱旋を迎ふる親心なるべし」と喜んでいる。その後も2隻（利根、筑摩）の事を気に掛けていた描写がある。

### 連合艦隊参謀長

#### 第一段作戦

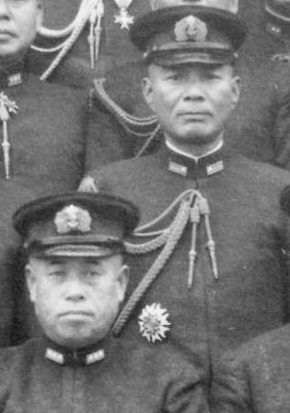
開戦直前の宇垣と山本

1941年（昭和16年）8月1日、連合艦隊参謀長（兼第一艦隊参謀長）。長官は山本五十六大将。連合艦隊司令部で宇垣は「参謀連は第二段作戦の研究会を開くも参謀長（宇垣）は敬遠せられて閑暇なり」と自嘲する状態であった。後日、戦艦大和艦長の松田千秋大佐が宇垣に着任の挨拶をした時にも、参謀長としての仕事がないこと、作戦は山本五十六と黒島亀人が決定していることを打ち明けている。山本と宇垣の不和の原因として、宇垣が軍令部で大艦巨砲主義者として大和型戦艦3番艦（信濃）・4番艦（111号艦）の建造を推進したことや、日独伊三国同盟締結問題で変節したことが指摘されることもある。
着任以降、宇垣は山本が希望する真珠湾奇襲作戦の実現のために動き出した。9月16-17日、海軍大学校で行われた真珠湾攻撃の図上演習が行われた。図上演習では、日本軍は戦果をあげたものの日本の空母3隻も撃沈判定となる結果になったが、宇垣によってその撃沈判定を無効とし、空母２隻を復活、図上演習を続けさせた。9月24日、特別討議で宇垣は軍令部第一部長・福留繁に対し、「自分は着任後日も浅く確たる自信はないが、山本長官は職を賭してもこの作戦を決行する決意である」と伝える。
10月16日、将来何かに必要になるだろうと考え、『戦藻録』を書き始め、その死の当日まで書き続けられる。GHQ戦史室長ゴードン・プランゲらはこれは公刊を予期して書かれてあると指摘している。
10月19日、空母4隻（赤城、加賀、蒼龍、飛龍）での奇襲作戦は承認されたが、当時竣工したばかりの翔鶴型航空母艦2隻（翔鶴、瑞鶴）を含む6隻という山本の希望は容認されず、宇垣ら参謀が再び派遣され、この時にも「職を賭しても断行する決意である」と伝えられ、強硬な申し入れが行われた。これにより軍令部総長・永野修身の「山本長官がそれほどまでに自信があるというのならば」という一言で、軍令部側は全面的に譲歩して6隻使用を認めた。
10月22日、第一航空艦隊から司令長官南雲忠一中将、同艦隊参謀長草鹿龍之介少将を更迭し、小沢治三郎中将（当時、南遣艦隊司令長官）を第一航空艦隊長官に任命するように山本に進言して同意を得たと宇垣の日記にあるが、実現はしていない。
12月8日、太平洋戦争勃発。真珠湾攻撃で使用された甲標的に対し、宇垣は「繊弱なる本兵器は一度放たばその後の収容極めて困難なり。的確なる目標をつかんで基地より進発してこそ、甲斐あれ。連れて来たるに依り何とか使用してやらんの思ひ遣りは宜しきも、人命と兵器を軽んじ死地に投じて何等作戦上寄興せざるの結果に陥らしむるは余の最も残念とする所なり。小乗に堕すべからず」と日記に記している。
真珠湾攻撃後、連合艦隊司令部では実行部隊である第一航空艦隊による再攻撃を訴える声があったが、宇垣は今から下令しても時機を失し攻撃は翌朝になるので反対した。第一航空艦隊も再攻撃は行わず予定通り帰投する。
宇垣は、ドーリットル空襲の2か月前である1942年（昭和17年）2月2日と3月11日の日記で、米軍機動部隊が帝都を空襲する可能性について記述している。
3月1日、連合艦隊司令部にフィリピン・インドネシア方面の報告に来た大西瀧治郎が所見として、軍備の中心は航空である、戦艦はこれまでとは違った役割に使える兵器に転落したと説かれると、宇垣はフィリピンやインドネシアなどの陸続きの作戦から結論を出すのは早すぎると応酬した。宇垣はその日の日記に「広漠たる大洋上基地航空兵力の使用は困難なり。航空を前進せしむる為には航空母艦のみにて足れりや」「敵にして戦艦を有するも、凡有る場合之を無効ならしめる方策だに立たば、何億円と多大の資材を投ずるの要なし」と所見を記した。
4月23日には、空母・潜水艦の建造を優先、海軍航空隊に全力を集中すべしと軍令部と協議しているが、大和型戦艦3番艦（後の空母「信濃」）の建造に未練を残す記述があり、陸軍との勢力争いにも言及した。

#### 第二段作戦
1942年（昭和17年）4月28日から1週間かけ、戦艦「大和」で「連合艦隊第一段階作戦戦訓研究会」と「第二段作戦図上演習」が行われた。兵棋図演で宇垣は統監・審判長・青軍長官の一人三役を担うが、日本艦隊が不利な状況にあっても日本艦隊の攻撃結果を大きく、被害を少なく判定した。この図上演習において、ミッドウェー攻略作戦の最中に米空母部隊が出現し、艦隊戦闘が行われ、日本の空母に大被害が出て、攻略作戦続行が難しい状況となり、統監部は審判のやり直しを命じ、空母の被害を減らし空母3隻を残し、演習を続行させた。数次の攻撃で空母「加賀」が沈没、さらに空母「赤城」に9発命中して沈没する結果が出たが、宇垣は赤城を3発命中の小破に変更した。爆撃、空戦などの審判官が規則に従って判決を下そうとしたとき、宇垣は日米の戦力係数を三対一にするように命じた。その後、攻略には成功したが、計画より一週間遅れ、艦艇の燃料が足りなくなり、一部の駆逐艦は座礁する結果となった。宇垣は「連合艦隊はこのようにならないように作戦を指導する」と明言した。その後のニューカレドニア、フィジー攻略における図上演習では、沈没したはずの「加賀」まで復活させて進行した。この図上演習で米軍（赤軍）指揮官をつとめた松田千秋（「日向」艦長）は、既に連合艦隊の作戦が決定している以上「加賀」を復活させて図上演習を続けることはやむをえないと述べ、そもそも山本や黒島が決定した作戦そのものに無理があったと述べている。沈没した艦の復活については、甚大な被害を予想させるような図演の結果が図演参加者の間での自信喪失に繋がることを懸念したための配慮とする意見もあるが、図上演習は作戦計画の実行の可能性を検証し、問題点や改善策を総合的に検討、場合によっては、その後の展望まで考えて作戦計画の変更や放棄を検討する重要な学習機会でもある。図演に立合った「赤城」飛行隊長の淵田美津雄中佐は、このような統裁振りには強心臓の飛行将校らもあっけにとられるばかりだったとしている。
戦訓分科研究会において、宇垣は第一航空艦隊参謀長の草鹿龍之介に対し「敵に先制空襲を受けたる場合、或は陸上攻撃の際、敵海上部隊より側面をたたかれたる場合如何にする」と尋ねると、草鹿は「斯かる事無き様処理する」と答えたため、宇垣が草鹿を追及すると、航空参謀の源田が「艦攻に増槽を付したる偵察機を四五〇浬程度まで伸ばし得るもの近く二、三機配当せらるるを以て、之と巡洋艦の零式水偵を使用して側面哨戒に当らしむ。敵に先ぜられたる場合は、現に上空にある戦闘機の外全く策無し」と答えた。そのため宇垣は注意喚起を続け、作戦打ち合わせ前に第一航空艦隊がミッドウェーの攻撃は二段攻撃とし、第二次は敵の海上航空部隊に備える案になり、安堵した。
6月5-6日のミッドウェー海戦では、第一航空艦隊の主力空母が次々に被弾炎上。連合艦隊司令部では黒島亀人ら参謀達がパニックに陥ったが、宇垣は冷静に対応して参加部隊を統率して撤退させた。出撃前、第一航空艦隊参謀長・草鹿龍之介は、攻撃日が決まっているので奇襲の機動余地がなく、空母はアンテナ受信能力不足で敵情がわかりにくいので、連合艦隊が敵情を把握して作戦転換を指示することを宇垣に取りつけた。しかし、連合艦隊は付近に敵空母の疑いを感じ、情勢が緊迫してきたと判断しながら、甘い状況判断の放送を東京から全部隊に流したまま、自己判断を麾下に知らせなかった。宇垣は海戦後の日記に第一航空艦隊に対して「当司令部も至らざる処あり相済まずと思慮しあり」と残している。海戦後、旗艦「大和」から辞去する草鹿らを慰問し慰問品を送るなど激励している。ミッドウェーで山口多聞が戦死したことを宇垣は「余の級友中最も優秀の人傑を失ふものなり」と嘆き、その後もたびたび山口の最期を惜しんでいる。宇垣は敗因を振り返り、「今日の敵は正に飛行機」として高角砲の射程延長やレーダーの活用、対潜水艦装備の拡充が必要と認識した。
8月上旬、米軍のガダルカナル島上陸により戦艦「大和」に乗艦してトラック泊地へ移動、連合艦隊参謀長としてガダルカナル島の戦いが始まる。千早正隆は、ガダルカナル島作戦のころから山本の黒島への信頼が揺らいでおり、次第に宇垣に頼ることが多くなっていたと指摘する。10月1日には山本が宇垣の自室を尋ねて雑談し、宇垣は山本と気兼ねなく話せた事を喜んでいる。宇垣は、その後も南太平洋海戦、第三次ソロモン海戦、い号作戦などを指導する。11月1日、海軍中将に進級。
1943年（昭和18年）4月18日、山本五十六と共に一式陸上攻撃機2機に分乗して前線視察中、待ち伏せしていた米軍機に襲撃され、山本搭乗機、宇垣搭乗機ともに撃墜されて山本は戦死、宇垣も負傷した（海軍甲事件）。宇垣は山本の遺骨と共に、戦艦「武蔵」で内地に帰還した。その後、山本の形見として短刀を貰う。陣中録には「かねて山本長官身代わりたらんと覚悟せる身が、長官を失い、かえって生還す」と記してある。宇垣は負傷中も部下を使って口述で戦藻録に記入させた。

### 第一戦隊司令官
1944年（昭和19年）2月25日、第一戦隊（大和、武蔵）司令官。
4月26日 - 27日、第一機動艦隊旗艦／空母「大鳳」で行われた図上演習を、宇垣は部外者として見学。第一機動部隊に対し「生死の岐るゝ本圖演に於て、徒らに青軍に有利なる経過あるは指導部として注意すべき點なり」と苦言を呈している。
5月5日の「大鳳」での図上演習では「全體を通じ見るにKdF司令部は手前味噌の感無き能はず。戦は一人角力に非ず。噴戒を要す」と怒っているが、栗田健男中将の第二艦隊研究会でも「決戦を前にして現實に如何なるかを決定し、其の訓練を積むべきに兎角「研究を要する」と云ふ事司令部も各艦も仲々多し。此の物と此の人を以て戦ひ而も勝たざるべからざる腹仲々に固め難きは通弊にして噴戒すべき處なり」という状態であり、最後には「やつて見れば案外甘く行くものなるべし」「此の通實行出来たら上出来此の上無しと思ふ」と諦めかけている。
古村啓蔵少将（当時、第一機動部隊参謀長）によれば、5月27日午後11時に空母「大鳳」を来艦し第一機動部隊長官・小沢治三郎に激しく意見する宇垣を目撃しており、「今また第一戦隊司令官としてビアク島のことが心配でたまらず、この戦勢を何とかして挽回しようとあせっているように見受けられた」と回想している。
5月の第三次渾作戦、6月のあ号作戦、に従事。
10月のレイテ沖海戦では、元々艦隊による上陸地点の突入と船団攻撃には反対だったようで、9月20日に偶々大和に来艦した小柳冨次参謀長と山本祐二参謀と談笑した際、自身の考えとして「上陸船団攻撃に全力を入れるよりも、第一遊撃部隊は敵機動部隊攻撃に全力を入れるべき」と話したことを日誌「戦藻録」に書き残している。作戦中も10月25日のサマール沖海戦で、敵空母の追撃中止命令を出した栗田長官の決断を「何を思ったのか」と不満であったかのように書き残してもいる。その後の艦隊の反転北上の際は、宇垣は怒っていたという証言もあり、その内容も怒鳴っていたというものから、不機嫌そうであったというものまで多くある。部下で第一戦隊の航空参謀（兼大和飛行長）だった伊藤敦夫少佐は「長官は反転時は艦橋におらず、反転後に来られた際に不審に思い『どこに向かっているのか』とお尋ねになられた」とも証言している。

### 第五航空艦隊長官
1944年（昭和19年）11月15日の第1戦隊解隊と同時に軍令部出仕となっていた宇垣は、1945年（昭和20年）2月10日、第五航空艦隊司令長官に親補され、同月14日に鹿屋基地に着任した。第五航空艦隊・鹿屋特攻隊昭和隊所属の杉山幸照少尉は戦後「中将は自らが戦局打開の鍵を握っていると錯覚していた」と語っている。
沖縄戦では、特攻を主体とした米艦隊への海軍の航空総攻撃作戦である菊水作戦を指揮する。また、沖縄戦直前には、陸上爆撃機「銀河」24機によるウルシー泊地の米軍機動部隊への特攻作戦である「第二次丹作戦」や、九州沖航空戦なども指揮した。
2月10日第五航空艦隊の編成で軍令部、連合艦隊の指示・意向による特攻を主体とした部隊編成が初めて行われ、第五航空艦隊長官となった宇垣は長官訓示で全員特攻の決意を全艦隊に徹底させた。ただし、夜襲攻撃に専念した芙蓉部隊を視察した際には、彼らの戦法を賞賛している。
宇垣が第五航空艦隊司令長官に着任した時期には、既に日本軍には米機動部隊に通常航空攻撃をかけられる高性能機材も、機体数も、熟練パイロットの人数も揃えられなくなっており、主に特攻攻撃を主体とした攻撃法を余儀なくされた。第五航空艦隊ですら、寄せ集めの戦闘部隊に過ぎなかったのである。さらに索敵機に用いる燃料すら確保困難な情況であり、南九州作戦基地の収容力も加わって、不十分な偵察情報を基に散発的に少数機で特攻攻撃や通常攻撃をかけざるを得なくなった。
出撃した攻撃隊の多くは米機動部隊の物量とシステム化された迎撃網の前に散るばかりであった。一部迎撃網を突破して空母など主力艦に攻撃を成功させたものもあったものの、特攻機の攻撃力の低さから、終戦まで巡洋艦以上の中型艦を1隻も撃沈できなかった。しかし一方では正規空母を大破させるほどの大損害を与えることに成功した例もあり、特攻により損傷した艦艇は修理のために戦場からの一時離脱を余儀なくされた。米軍は沖縄戦だけで駆逐艦12隻を含む34隻を特攻攻撃により撃沈され、250隻が損傷を受けた。
2月16日、アメリカ軍が硫黄島に対して攻勢を開始、連合艦隊は丹作戦部隊の編成を発令する。宇垣は20日に特別攻撃隊の編成を下令し、25日に「第二次丹作戦実施計画」をまとめた。これは鹿屋基地から3,000km離れた米軍機動部隊本拠地のウルシー環礁に対し、陸上攻撃機の銀河部隊（第七六二海軍航空隊）「梓隊」24機と誘導の二式飛行艇3機（八〇一空）をもって、銀河による体当たり攻撃を敢行しようというものだった。
出撃前、宇垣は隊員に対して「万一天候其ノ他ノ渉外ノ為指揮官ニ於テ成功覚束ナシト認メタル場合ハ 機ヲ失セズ善処シテ再挙ヲ計レ 決シテ事ヲ急グ必要ハナイ」と訓示。出撃直前に第四艦隊からの偵察報告を受けて時期を迷い、3月10日に攻撃を一時取止め。発進させた攻撃隊を一度引き返させたという。
3月11日の再出撃では、銀河のエンジン不調により24機中8機がエンジントラブル等で帰投。さらに偵察結果を待って発進を1時間遅らせた・飛行艇の始動が遅れた・船団回避のため迂回航路をとった・等の条件が重なって梓隊16機の到着は夜間となり、3機が目標発見せず攻撃断念、1機がエンジン故障で不時着、12機が特攻。結果は米軍正規空母1隻（ランドルフ）を大破させたにとどまった。
その1週間後、本土空襲に来襲した米軍機動部隊に対し、3日間の通常攻撃及び70機の特攻機を散発的に出撃させ攻撃（この攻撃で空母フランクリンが大破、航行不能）。不十分な敵情把握と戦果の過大判断の末に4日目の3月21日現地部隊の反対を「必死必殺を誓っている若い連中を呼び戻すに忍びない」として押し切り桜花特攻部隊『神雷部隊』の出撃に至った。一式陸攻18機（桜花搭載機15）と零式艦上戦闘機55で出撃予定だったが、零戦は故障のため次々に作戦参加不能となり、神雷部隊に同行できたのは30機にすぎなかった。神雷部隊はF6Fヘルキャット等約50機に迎撃され、陸攻と「桜花」は母機諸共全機帰還せず、零戦も10機失った。
4月6日になって菊水一号作戦が発動されると一日の出撃数としては海軍特攻として過去最多の161機を出撃させたが、これも目標到達時間を統一しなかったことから飽和攻撃とはならず、結果的に散発的攻撃ではあったが、陸軍も第一次航空総攻撃（特攻機61機）を実施しており、7日の56機出撃と合わせると戦果は駆逐艦3隻、掃海艇4隻、揚陸艇 (LST) 2隻、貨物船2隻撃沈、正規空母1隻、護衛空母1隻、戦艦1隻、駆逐艦大破7隻を含む15隻、掃海艇7隻損傷（他に魚雷艇2隻、LCIなど）にまで上った。
この際、連合艦隊司令部の強引な作戦指導により戦艦大和（第二艦隊旗艦、司令長官伊藤整一中将）と第二水雷戦隊が米軍機動部隊航空機の猛攻により壊滅している（坊ノ岬沖海戦）。宇垣は突然決まった水上特攻作戦に不満を抱きつつも、特攻隊護衛機の一部を割いて第二艦隊の上空護衛を行っている。連合艦隊司令部は第二艦隊に対し護衛戦闘機を出す事を計画していなかったが、宇垣は第五航空艦隊長官の権限で大和以下の艦隊に護衛戦闘機（零戦）部隊を出撃させた。護衛戦闘機搭乗員には他の任務がある都合上、途中までの護衛となった。
その後も菊水作戦は6月以降まで行われたが兵力の枯渇や、散発的な使用により、大きな戦果を挙げられなかった。8月10日付で第五航空艦隊司令長官の職を解かれ、後任には草鹿龍之介中将が内定している。宇垣は8月10日付で第三航空艦隊司令長官に親補されたが、着任しないまま終戦を迎えた。
第五航空艦隊司令長官に在任中の宇垣は、全ての特攻出撃について訣別と見送りを行ったという。

### 玉音放送後の特攻

#### 作戦命令の発出
1945年（昭和20年）8月3日、それまで鹿屋基地にいた宇垣は、第五航空艦隊の幕僚と共に大分にある宇佐基地に移転した。どちらの都市も空襲を受けるようになっていたが、もともと鹿屋基地は地元の篤志家が寄付をして建設、誘致したものであり、米軍の攻勢が鹿屋基地に主に向けられていると喧伝されていたため、この陣地変更には鹿屋の地元の人々は見捨てられ、裏切られたかのような思いを抱いたともされる。
8月11日、宇垣は七〇一海軍航空隊の佐藤大尉に艦上爆撃機「彗星」の稼動機数を尋ね、11機という返答を得た際に「5機もあれば」とつぶやいた。この言葉につき、大分県の甲種予科練出身者の会である「大分県甲飛会」の事務局長を務めていたことが機縁でこの事件を調査した寺司勝次郎は、司令の特攻に何らかの者が随伴するのは当然という意識からではないかと見て、宇垣を批判している。しかし、これについては、何らかの成果を確実に挙げるために（相手のところまで辿りつく前に途中で撃墜されることも多いため）互いが掩護機となって、これだけの機数がいると考えたための発言ではないかとする者もいる。
8月14日の深夜（23時37分）、海軍総司令長官・小沢治三郎中将（兵37期）より、「対ソ」「対沖縄」の積極攻撃を中止する命令が発せられた。宇垣も、基地で傍受していたラジオの外国放送を通じて、翌正午に重大放送があること、それがポツダム宣言受諾による無条件降伏であるらしいことを知る。
8月15日に日付が変わった頃、宇垣は「彗星」5機で沖縄方面の敵艦船を攻撃するよう、第五航空艦隊司令部の当直参謀であった作戦参謀・田中正臣少佐（兵59期）に命じた。長官自らが特攻するつもりではないか、と直感した田中作戦参謀から報告を受けた第五航空艦隊先任参謀・宮崎隆大佐（兵52期）が宇垣に真意を尋ねると、宇垣は下記のように答えた。
「俺が乗って行くのだ。すぐに攻撃準備を整えてくれたまえ。」
宮崎先任参謀は宇垣に再考を求めたが、宇垣は肯んじなかった。宮崎先任参謀によると、宇垣は「普段は見せない穏やかな表情」だったという。
第十二航空戦隊司令官・城島高次少将（兵40期同期生）、第五航空艦隊参謀長・横井俊之少将（兵46期）の2名が駆けつけ、「死を決せられる気持ちは理解できるが、戦後処理や、国家的な責任の問題もあるため、なんとか取り止めることはできないか」などと繰り返し翻意を促したが、宇垣は
「正式な停戦命令は受けていない。戦闘はなお継続中である。」
「武人として、俺に死場所を与えてくれ。必勝を信じて喜んで死んで行った多数の部下のもとへ、俺もやらせてくれ。」
と、その決意は揺らぐことはなかった。
8月15日の夜明け後、宇垣の意志が固いと判断した宮崎先任参謀は、作戦命令を起案・発出した。
午前中、済州島沖に敵艦が現れたとして全機出撃の告知が搭乗員らに出される。これは搭乗員らに玉音放送を聞かせないための高級士官らによる細工だったとする説もある。出撃は取り消されるが、広島原爆投下以来、搭乗員らは民家ではなく横穴壕に居るようにされていたため、玉音放送が行われることは知らなかった。
正午、搭乗員らを除き整備員等の基地関係者らは大分基地の号令台に設置されたラジオの前に整列して玉音放送を聞いた。雑音が多く良く聞こえなかったが、戦争が終わったことは察することができた。一方、搭乗員らは、整備員らが集まって何事か聞いているのを見ていて彼らに確かめて終戦を知った者も一部いたようだとする説もあるが、例えば、生存者の川野和一は、整備員らの集合は見たが終戦は全く知らなかったとしている。出版物によっては、川野は人から終戦したらしいという話を耳にはしたが、はっきりとは分かっていなかったと語っている形になっている。この件を調査した寺司によれば、別の生存者である二村も似たような形であったことを報告している。なお、川野も二村も、当時の状態ならば、終戦とはっきり分かっていても、行けと言われれば疑問を感じず、行くのが当然という感じで特攻に行ったのではないかと語っている。
その後、宇垣は
「未だ停戦命令に接せず。多数殉忠の将士の跡を追ひ特攻の精神に生きんとするに於て考慮の余地なし」
「余又楠公精神を以て永久に尽くすところあるを期す。一六〇〇幕僚集合、別杯を待ちあり。之にて本戦藻録の頁を閉づ」
と、『戦藻録』の最後を記した。

#### 出撃

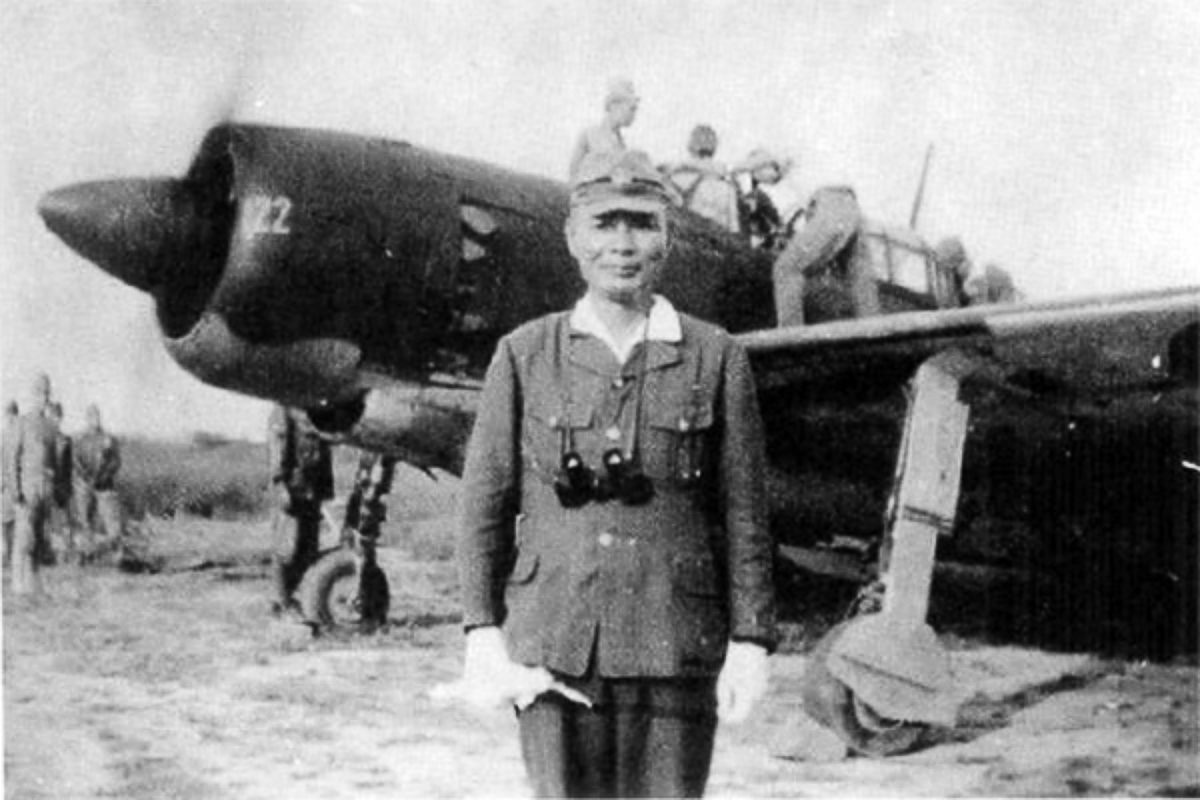
特攻直前の宇垣纒中将

8月15日16時15分、宇垣と幕僚たちは大分基地の飛行場に到着した。再度、全員の出撃告知が出ていて、飛行場には、出撃準備を終えた11機の「彗星」が用意され、中津留（）達雄大尉（兵70期）を指揮官とする搭乗員22名（中津留大尉を含む）が待っていた。爆弾は通常の500キロのものから800キロのものに変えられ、それを理由に燃料が減らされていた。これは、私兵特攻である以上、帰還者が出ることを幕僚らが避けようとしたのではないかとする説がある。
宇垣は、椅子の上に立ち、搭乗員たちに向かって「本職先頭に立って沖縄に突入する。」と告げた。このときの訓示で、宇垣は終戦となったことを語ったとするものもあるが、寺司によれば、二村は、終戦の話はなく、ポツダム宣言のことは訓示に出たが、そもそも自身らにはポツダム宣言受諾が何を意味するかが分かるようなものではなかったと語っている。
椅子から下りた宇垣は、中津留大尉に尋ねた。
「命令では五機のはずだったが。」（中島正･猪口力平の書いた書籍や生還した搭乗員･川野和一の証言では、この言葉は3機とされている。）
なお、当日、玉音放送があるということで日本中の職場で全員が集まってラジオを聴くよう指導されていた筈であるが、大分基地ではその時間帯（正午の昼食の時間）に飛行機の搭乗員らは外で食事をとるよう指示され、玉音放送を聞いていない。その後、一部の者は基地の他の者から聞いて終戦を知ったようだが、知らないままとなった者も多い。言動をみると中津留や遠藤は先に終戦を知っていたようで、隊長の中津留が他の隊員まで同行させたかったのであろうか。
中津留大尉は述べた。
「私は五機出動を命じたのですが、部下が命令を聞かないのであります。」
「長官が特攻をかけるというのに、五機と限定するのはもってのほかである。出動可能の十一機を全部飛ばすべきだ。もしどうしても命令が変更されないようなら、我々は命令に違反を承知で、ついてゆくといって聞き容れないのであります。」
宇垣は答えた。
「よろしい。では、命令を変更する。彗星艦爆十一機をもって、只今より沖縄の敵艦隊を攻撃する。」
搭乗員たちは歓声をもって応えたという。終戦を知る周囲の整備員らの反応は冷ややかであったとするものもある。
宇垣は中津留大尉の操縦する「彗星」に搭乗した。「彗星」は2人乗りだが、偵察員の遠藤秋章飛曹長（乙飛9期）が下りるのを拒否したため、宇垣、中津留、遠藤の3人が乗ることになった。出撃前の「彗星」前で撮った写真に宇垣は笑顔で写っている。高官が死地に赴くときには階級を示すものを外す習慣があったため、軍服から中将の階級章を外し、そして山本五十六から遺贈された短刀を持参していた。
17時過ぎ、特攻隊は合計11機23名で沖縄沖に向かって大分基地から出撃した。「彗星」は特攻出撃の際は50番（500㎏）爆弾を搭載するのが例であったが、この特攻の際は80番（800㎏）爆弾を搭載した。そのため胴体爆弾倉に入りきらず半ばハミ出したまま装着。「降爆してからいったん機を引き起こし、そのあと空身で突っ込め」との指示が出ていた。燃料を半分に減らしても800kg爆弾は重く、2番機として離陸した二村治和は「千メートルの滑走路をいっぱいに使ってようやく海面スレスレに浮上した」と書いている。

#### 結末
宇垣機からは、19時24分に、第五航空艦隊司令長官からの訣別電の発信を命じる電報があった。次いで20時25分に宇垣機より「ワレ奇襲ニ成功セリ」「ワレ突入ス」と入電し、次いで突入を意味する「ツー」という長符（突入電）が15秒ほど続き、途絶えた。なお、第五航空艦隊は、宇垣機以外の2機からも突入電を受信した。
特攻隊は米軍艦艇から激しい対空砲火を受けた。この特攻隊による米軍側の損害はなかったとされる。ただし『戦史叢書 沖縄方面海軍作戦』には、「宇垣機は米軍の水上機母艦に突入した」旨の米軍の非公式情報があった、と記されている。この根拠は、五航艦時代に宇垣の参謀であった野村了介の手記に、1945年12月に米国爆撃戦略調査団のモーラー海軍中佐の調査を受けたときにモーラーから水上機母艦に命中し沈没しなかったものの大損害を与えられた事件があると聞いたとするもののようである。特攻により被害を受けて修理に廻された水上母艦カーチスがそれだと見られていたが、秦郁彦の調査では、カーチスは6月に被害を受けたもので時期が異なったという。米側証言には、終戦当日に艦船や地上施設に幾つか攻撃があったものの、いずれも失敗したか、ちぎれた破片や散らばった燃料により火傷者が出たという程度のものしか存在しなかった。野村の聞き込みは間違いであったと思われる。
出撃した11機の「彗星」について下記のことが判明している。
- 出発後1時間余（種子島あたり？）で1機が突入電発信し、消息不明となる。米側に記録なし。[94]
- 伊平屋島に2機が墜落[76]。夜のため、1機は地上施設に特攻したと思われるが失敗、もう1機は停泊していたLSTに特攻したと思われるものの失敗し100M離れた岩礁に激突。米軍側の記録によると、後者が宇垣の搭乗した1番機（操縦：中津留達雄大尉、偵察：遠藤秋章飛曹長、宇垣の計3人が搭乗）と判断される[76]。Wikipedia英語版より：

```
翌朝、LST-926の乗組員は、伊平屋島の海岸で、まだくすぶっている「コックピット」（撃墜または何らかの激しい不時着水が示唆されているが、正確な原因は不明）の残骸と3人の遺体を発見したと主張した。頭部が潰され右腕を失った3人目の男性は、濃い緑色の制服を着用しており、近くに短刀が見つかった。船員たちは遺体を砂の中に埋めた。
```

- 伊江島に1機が墜落[76]。ただし、秦郁彦の調査によれば、同島の守備隊は全滅し、住民は終戦時他の島のキャンプに移されていたため、住民が戻ったときにそれらしき飛行機の残骸はあったものの、このような事実が8月15日の終戦の日にあったのか厳密には確認できなかったという[82]。
- 伊江水道で数機が米軍艦船の対空砲火によって撃墜される[76]。
- 1機が、米軍艦船を発見できず、米軍陸上施設に投弾した後に帰投を試み、不時着（鹿児島沖とみられるが不時着の細かな場所は不明。乗員2名のうち1名が生還。1名は着水時の衝撃で頭部を機器にぶつけ死亡。）[54]。
- 1機が発進後まもなく志布志湾の海岸に不時着（乗員2名が生還）[54]。
- 1機が発進後まもなく川内川の河口に不時着（乗員2名が生還）[54]。

※『戦史叢書 沖縄方面海軍作戦』613頁の記述では「突入電あり：3機、突入せるものと認む：5機、不時着：3機」。
この特攻による戦死者は、宇垣を含め18名であった。5名が生還した。
大分市の大洲総合運動公園にある「最後の特攻」慰霊碑に刻まれている戦死者名（18名）は以下の通り。各人の階級（戦死前）の出典は『戦史叢書 沖縄方面海軍作戦』613頁。
(1) 宇垣纏 中将
(2) 中津留達雄 大尉
(3) 遠藤秋章 飛曹長
(4) 伊藤幸彦 中尉
(5) 大木正夫 上飛曹
(6) 山川代夫 上飛曹
(7) 北見武雄 中尉
(8) 池田武徳 中尉
(9) 山田勇夫 上飛曹
(10) 渡辺操 上飛曹
(11) 内海進 中尉
(12) 後藤高男 上飛曹
(13) 磯村堅 少尉
(14) 松永茂男 二飛曹
(15) 中島英雄 一飛曹
(16) 藤崎孝良 一飛曹
(17) 吉田利 一飛曹
(18) 日高保 一飛曹

#### 戦後
海軍総司令長官・小沢治三郎中将は8月16日朝に連合艦隊航空参謀・淵田美津雄大佐に対し「皇軍の指揮統率は大命の代行であり、私情を以て一兵も動かしてはならない。玉音放送で終戦の大命が下されたのち、兵を道連れにすることはもってのほかである。自決して特攻将兵のあとを追うというのなら一人でやるべきである」と述べ、宇垣達に対する感謝状は起案させなかった。鹿屋特攻隊昭和隊に所属していた杉山幸照は「死ぬことは誰にでもできる、いと易いことだが、死地に歩を進めることは、死ぬ以上の覚悟がなければできない事を知るのである」と述べている。
太平洋戦争（大東亜戦争）において中将の戦死者が増加したため、中将で戦死した者のうち、親補職（軍事参議官。陸軍では、陸軍三長官、陸軍航空総監、師団長以上の軍隊の長、侍従武官長など。海軍では、海軍大臣、軍令部総長、艦隊司令長官、鎮守府司令長官など。）2年半以上を経ており、武功が特に顕著な者を陸海軍協議の上で大将に親任するという内規が作られ、この内規により、陸軍で7名、海軍で5名が戦死後に大将に親任された。
宇垣は上記の内規を満たしていたが、大将に親任されなかった。海軍の人事当局者が残したメモには「積極的攻撃中止の命令発令後に出撃を決行したこと」「単機突入せず数機を引率して飛んでいったこと」の2点が、海軍大臣の米内光政大将と連合艦隊司令長官の小沢治三郎中将の意向に反したためとある。
宇垣の行為は、停戦命令後の理由なき戦闘行為を禁じた海軍刑法の第2章擅權ノ罪における第三十一条に抵触していたのではないかとする意見もある。ただし、玉音放送を「停戦命令」「終戦」と解釈できるかどうかを巡って見解が分かれ、8月16日16時に発せられた大陸命第1382号および大海令第48号を正式な停戦命令とする意見、または9月2日の降伏文書署名をもって正式な停戦・終戦とする意見もある。
また、玉音放送後の出撃で17名の部下を犠牲にしたとして、遺族の非難も受けた。この部隊の指揮を取った中津留大尉の父親は、戦後のインタビューで「何故宇垣中将は息子を連れて行ったのでしょう」と歯を食いしばりながら答えた。しかし、中津留大尉の遺族によれば、晩年の父親は宇垣の行為を「仕方のないこと」として受け入れる心境に達していたという。
宇垣は戦後しばらくは靖国神社に合祀されていなかったが、現在では合祀されており、遊就館の常設展示に宇垣を取り扱ったコーナーも存在する。また死後に勲一等旭日大綬章を授与された他、1972年（昭和47年）9月17日、郷里である岡山県護国神社の境内に宇垣と部下の慰霊碑が建立された。
慰霊碑建立の直前に東京・水交会館で行われた兵45期クラス会（宇垣は兵40期であり、宇垣との直接の関係はない）では、土井申二が「宇垣纒中将並に十七勇士菊水塔」への献詠を吟詠したところ、その中に「精忠不朽湊川似」の一節があったことから幹事長の古村啓蔵が「宇垣中将は終戦時の陛下の命を奉じなかったばかりでなく、部下十七名を伴い、敵地に投入した。何が湊川に似たりか」と憤激。すると土井が「一人息子を戦陣で失ったことのないものに私の気持ちがわかるか」と古村に反論する一幕があり、宇垣の特攻を巡って兵45期クラス会は侃々諤々となったという。

## 人物
家族は、妻の知子（昭和15年春に流行病により病没）と長男の博光（戦時中に海軍軍医になった）。
海軍甲事件で負傷した宇垣の秘書役を務めた蝦名賢造は、宇垣には人情的な一面があり事前の予想より仕えやすく、家族思いであり、若い部下、従兵、宿屋料亭の関係者から不思議と親しまれていたと述べている。
宇垣が第1戦隊司令官だった時に「幕僚補佐・先任参謀附」として宇垣に仕えた都竹卓郎少尉（海兵72期）は、先任参謀の野田六郎中佐（海兵51期）が宇垣に怒鳴りつけられているのは良く目撃したものの、宇垣が都竹を怒鳴りつけたことは一度もなく、若い都竹に気さくに接してくれた、と回想している。
草鹿龍之介中将は、宇垣を「木で鼻をくくったような冷淡な男」と評しているが、宇垣の死については「彼もまた偉い武人であった」と語っている。松田千秋少将は、宇垣は「早馬みたいに力がある」と述べている。

GHQ戦史室長ゴードン・プランゲは、宇垣の陣中日記『戦藻録』は枢要な職を歴任した宇垣の見聞、人生哲学、処世感、思考などが読めるため、第一級資料であると評価した。『戦藻録』を英訳した千早正隆中佐は、宇垣について、プライドの高い人物であり、上官に対してもあまり敬礼をせず、同期であっても海軍兵学校や海軍大学校での成績が自分より下の人物であれば無視をしたり、下級者からの敬礼や挨拶には目を逸らしたり「おう」とだけ言って頭を後ろに反らす傲慢な態度を繰り返していたので、海軍内での評判は良くなく、自信家で当直参謀に艦隊運動の指揮を任せずに自ら艦橋に立って指揮し、常に不機嫌そうで、渾名を「鉄仮面」あるいは江戸川乱歩のミステリー小説で明智小五郎の敵役である「黄金仮面」とされるなど「喜怒哀楽を見せない冷血漢」と思われていたが、一方で『戦藻録』に見られるような家族思いな意外な一面もあったと評している。
海軍史家の雨倉孝之は、「黄金仮面」という異名を持ち「傲岸不遜」というイメージが強い宇垣について、そのイメージに反する一面があったと述べ、以下の挿話を紹介している。1923年（大正12年）の関東大震災に際し、築地にあった東京軍楽隊の隊舎が震災による火災で類焼し、同軍楽隊の下士官兵は1週間ほど自活するよう命じられた。当てもなく歩いていた軍楽隊員数名が、出会った海軍大尉に事情を話すと、大尉は軍楽隊員たちを自分の家に泊めてくれた。その大尉が、若き日の宇垣であった。軍楽隊員たちは、この時の宇垣の温情に感激し、後年に懐かしく回顧していた。
家庭ではシェパードの「エリー」を飼っており、『戦藻録』に、ミッドウェー戦直後にエリー死亡の知らせを聞いた時には悲しくてその死を悼んで伸ばしていた髪を切ったところ、人から髪を切った理由を聞かれたので飼っていた犬の死について答えると周りの者から顔を見られたと書き、さらに、実際には、ミッドウェー敗戦の心機一転のため、また夏なのでこれから暑苦しくなるからという理由もあると書き加えている（宇垣本人は、周りの者が自分の顔を見たのは、髪を切っても顔は変わらないのにと書いていて、あくまで髪の問題だと考えている。）。また家族が新しく飼い始めた三毛猫の姿に喜んでいる。狩猟を趣味としており、鳥撃ちでは常に獲物を仕留めた。戦艦「長門」や「大和」に持ち帰った鳥は夕食に供せられ、宇垣と確執のあった山本も、この時ばかりは上機嫌であったという。狩猟に行く暇のない時には戦艦の舷側から釣りも楽しんでいる。また酒を好んだ。

## 年譜
- 1890年（明治23年）2月15日 - 誕生
- 1904年（明治37年） - 岡山中学校入学
- 1909年（明治42年）9月11日 - 海軍兵学校入校 入校成績順位150名中第9位[2]
- 1911年（明治44年）7月17日 - 成績優等章授与
- 1912年（明治45年）7月17日 - 海軍兵学校卒業（40期） 卒業時成績順位144名中第9位[2]。
- 1913年（大正2年）12月1日 - 海軍少尉に任官
- 1915年（大正4年）12月13日 - 海軍中尉に進級
- 1918年（大正7年）12月1日 - 海軍大尉に進級
- 1919年（大正8年）12月 - 砲術学校高等科学生修了。卒業時順位2位[2]
- 1924年（大正13年）11月 - 海軍大学校甲種学生卒業（22期）
  - 12月1日 - 海軍少佐に進級
- 1925年（大正14年）12月1日 - 海軍軍令部参謀
- 1928年（昭和3年）11月15日 - ドイツ駐在海軍武官補（ - 30年）
  - 12月10日 - 海軍中佐に進級
- 1930年（昭和5年）12月1日 - 第5戦隊参謀
- 1931年（昭和6年）12月1日 - 第2艦隊参謀
- 1932年（昭和7年）11月15日 - 海大教官（兼陸軍大学校教官）
  - 12月1日 - 海軍大佐に進級
- 1935年（昭和10年）10月30日 - 連合艦隊参謀（兼第1艦隊参謀）
- 1936年（昭和11年）12月1日 - 海防艦「八雲」艦長
- 1937年（昭和12年）12月1日 - 戦艦「日向」艦長
- 1938年（昭和13年）11月15日 - 海軍少将に進級、軍令部出仕
  - 12月15日 - 軍令部第1部長
- 1941年（昭和16年）4月10日 - 第8戦隊司令官
  - 8月1日 - 連合艦隊参謀長（兼第1艦隊参謀長）
- 1942年（昭和17年）11月1日 - 海軍中将に進級
- 1943年（昭和18年）4月18日 - 山本長官の僚機で被弾（海軍甲事件）負傷
  - 5月22日 - 軍令部出仕
- 1944年（昭和19年）2月25日 - 第1戦隊司令官
  - 11月15日 - 軍令部出仕
- 1945年（昭和20年）2月10日 - 第5航空艦隊司令長官に親補される
  - 8月10日 - 第3航空艦隊司令長官に親補される（着任せず）
  - 8月15日 - 沖縄方面へ特攻。行方不明。
  - 12月7日 - 幣帛ならびに祭資が下賜された[120]。

## 栄典・授章・授賞
位階
- 1914年（大正3年）1月30日 - 正八位[121]
- 1916年（大正5年）1月21日 - 従七位[122]
- 1919年（大正8年）1月10日 - 正七位[123]
- 1932年（昭和7年）12月28日 - 従五位[124]

勲章
- 1944年（昭和19年）8月15日  - 勲一等瑞宝章[125]

## 演じた俳優
- 佐々木孝丸 - 「太平洋の鷲」（1953年、東宝） 「激動の昭和史 沖縄決戦」 （1971年、東宝）
- 稲葉義男 - 「連合艦隊司令長官 山本五十六」 （1968年、東宝）
- 浜田寅彦 - 「トラ・トラ・トラ!」 （1970年、20世紀フォックス）
- 高橋幸治 - 「連合艦隊」（1981年、東宝）
- 加藤武 - 「零戦燃ゆ」（1984年、東宝）
- 菅原文太 - 「戦艦大和」（1990年、フジテレビ）
- 中村育二 - 「聯合艦隊司令長官 山本五十六」 （2011年、東映）
- 津川雅彦 - 「巨大戦艦大和〜乗組員たちが見つめた生と死〜」（2012年、NHK BSプレミアム）

## 著書
- 『戦藻録（せんそうろく）』（小川貫璽、横井俊幸共編）: 宇垣が太平洋戦争時に記した日誌
  - 『戦藻録：宇垣纒日記』日本出版協同、1952年、上下巻
  - 『戦藻録』原書房〈明治百年史叢書〉、1968年。（新装版は1993年刊行。日本出版協同版に開戦前50日間の日誌が増補されている）
  - 『戦藻録』PHP研究所、2019年、上下巻。（監修）半藤一利、（解説）戸髙一成、新字・新かな版。